# Kalkkårel
Kalkkårel (Erysimum odoratum) är en korsblommig växtart som beskrevs av Jakob Friedrich Ehrhart. Enligt Catalogue of Life ingår Kalkkårel i släktet kårlar och familjen korsblommiga växter, men enligt Dyntaxa är tillhörigheten istället släktet kårlar och familjen korsblommiga växter. Arten förekommer tillfälligt i Sverige, men reproducerar sig inte. Inga underarter finns listade i Catalogue of Life.

## Bildgalleri

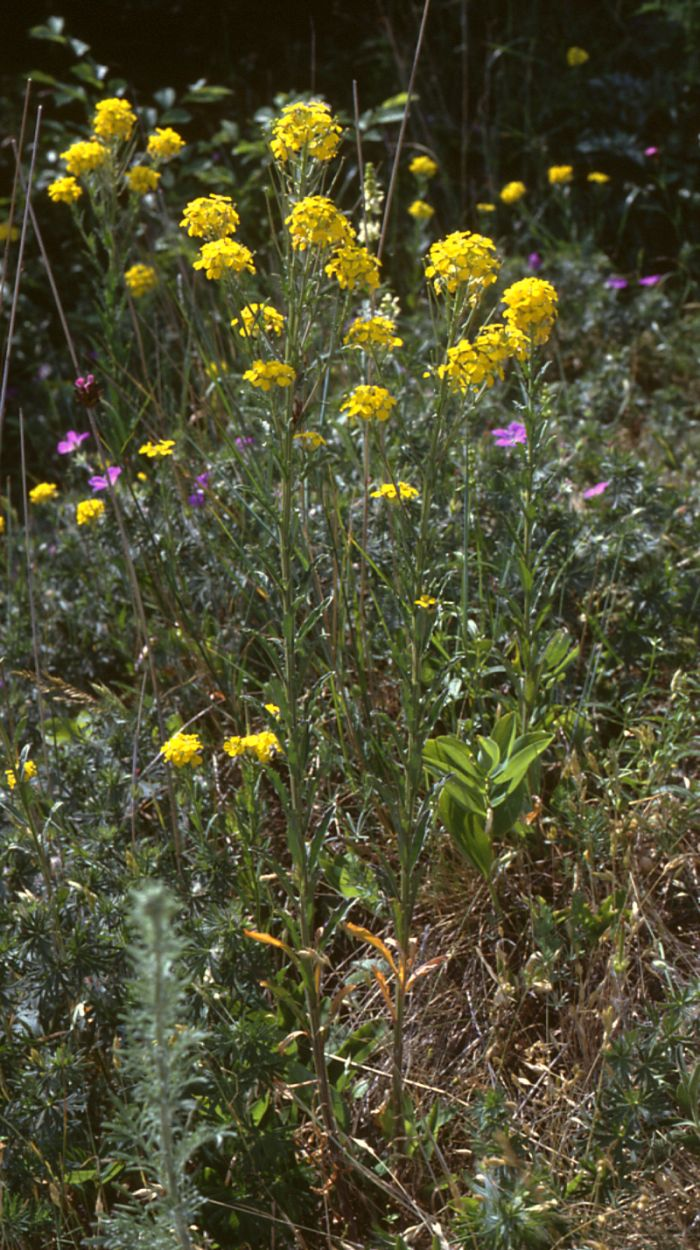
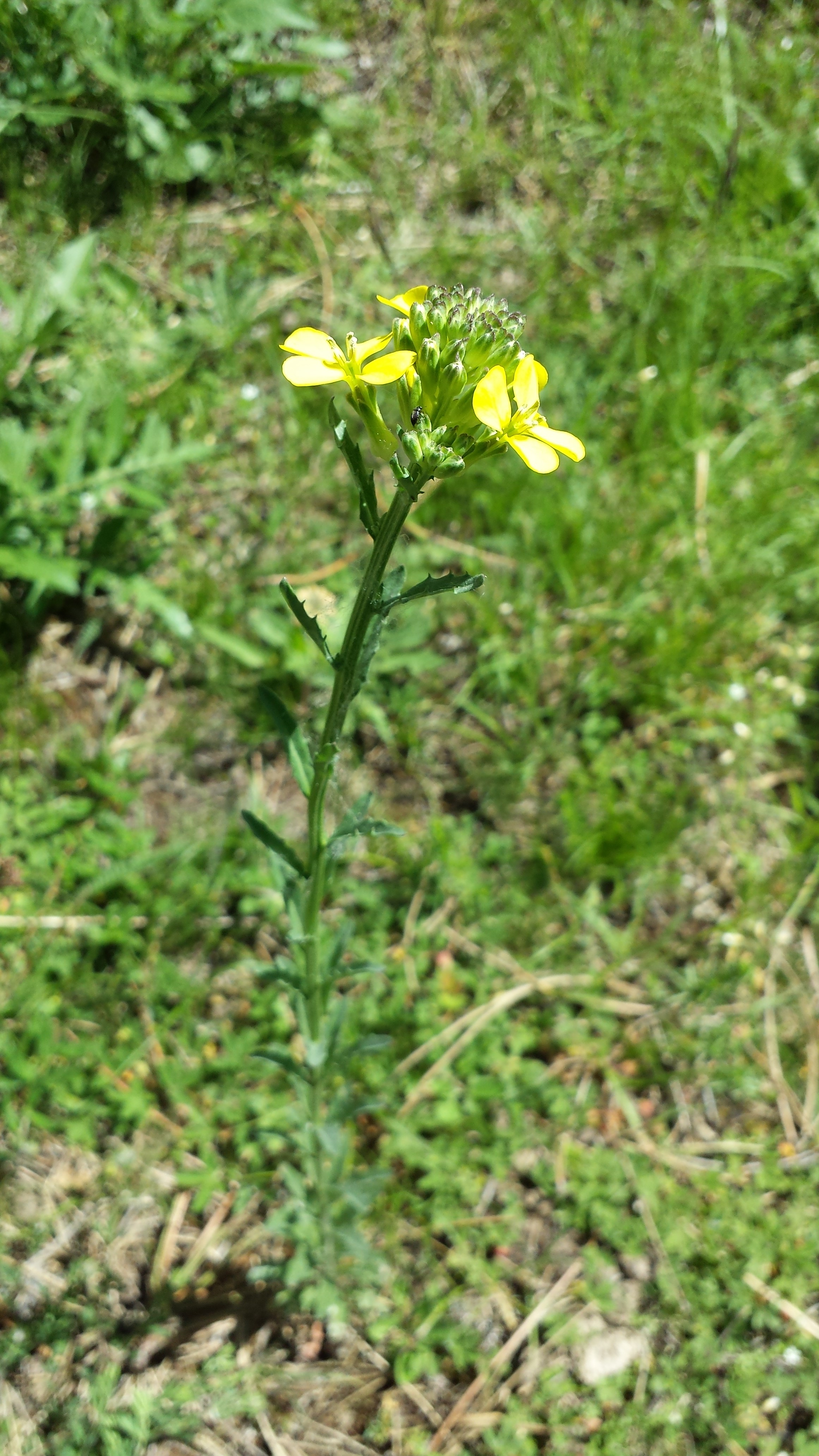